# Albumy numer jeden w roku 1978 (USA)

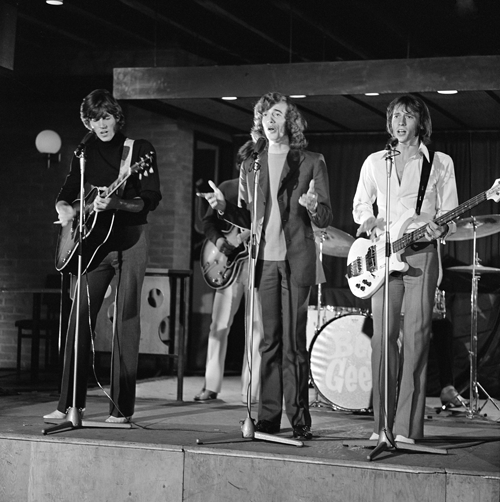
Bee Gees

Lista najlepiej sprzedających się albumów w Stanach Zjednoczonych w 1978 tworzona przez magazyn Billboard na podstawie Billboard 200.

## Historia notowania
| Data publikacji | Album                | Artysta                    |
| --------------- | -------------------- | -------------------------- |
| 7 stycznia      | Rumours              | Fleetwood Mac              |
| 14 stycznia     | Rumours              | Fleetwood Mac              |
| 21 stycznia     | Saturday Night Fever | Bee Gees/Ścieżka dźwiękowa |
| 28 stycznia     | Saturday Night Fever | Bee Gees/Ścieżka dźwiękowa |
| 4 lutego        | Saturday Night Fever | Bee Gees/Ścieżka dźwiękowa |
| 11 lutego       | Saturday Night Fever | Bee Gees/Ścieżka dźwiękowa |
| 18 lutego       | Saturday Night Fever | Bee Gees/Ścieżka dźwiękowa |
| 25 lutego       | Saturday Night Fever | Bee Gees/Ścieżka dźwiękowa |
| 4 marca         | Saturday Night Fever | Bee Gees/Ścieżka dźwiękowa |
| 11 marca        | Saturday Night Fever | Bee Gees/Ścieżka dźwiękowa |
| 18 marca        | Saturday Night Fever | Bee Gees/Ścieżka dźwiękowa |
| 25 marca        | Saturday Night Fever | Bee Gees/Ścieżka dźwiękowa |
| 1 kwietnia      | Saturday Night Fever | Bee Gees/Ścieżka dźwiękowa |
| 8 kwietnia      | Saturday Night Fever | Bee Gees/Ścieżka dźwiękowa |
| 15 kwietnia     | Saturday Night Fever | Bee Gees/Ścieżka dźwiękowa |
| 22 kwietnia     | Saturday Night Fever | Bee Gees/Ścieżka dźwiękowa |
| 29 kwietnia     | Saturday Night Fever | Bee Gees/Ścieżka dźwiękowa |
| 6 maja          | Saturday Night Fever | Bee Gees/Ścieżka dźwiękowa |
| 13 maja         | Saturday Night Fever | Bee Gees/Ścieżka dźwiękowa |
| 20 maja         | Saturday Night Fever | Bee Gees/Ścieżka dźwiękowa |
| 20 maja         | Saturday Night Fever | Bee Gees/Ścieżka dźwiękowa |
| 27 maja         | Saturday Night Fever | Bee Gees/Ścieżka dźwiękowa |
| 3 czerwca       | Saturday Night Fever | Bee Gees/Ścieżka dźwiękowa |
| 10 czerwca      | Saturday Night Fever | Bee Gees/Ścieżka dźwiękowa |
| 17 czerwca      | Saturday Night Fever | Bee Gees/Ścieżka dźwiękowa |
| 24 czerwca      | Saturday Night Fever | Bee Gees/Ścieżka dźwiękowa |
| 1 lipca         | Saturday Night Fever | Bee Gees/Ścieżka dźwiękowa |
| 8 lipca         | City to City         | Gerry Rafferty             |
| 15 lipca        | Some Girls           | The Rolling Stones         |
| 22 lipca        | Some Girls           | The Rolling Stones         |
| 29 lipca        | Grease               | Ścieżka dźwiękowa          |
| 5 sierpnia      | Grease               | Ścieżka dźwiękowa          |
| 12 sierpnia     | Grease               | Ścieżka dźwiękowa          |
| 19 sierpnia     | Grease               | Ścieżka dźwiękowa          |
| 26 sierpnia     | Grease               | Ścieżka dźwiękowa          |
| 2 września      | Grease               | Ścieżka dźwiękowa          |
| 9 września      | Grease               | Ścieżka dźwiękowa          |
| 16 września     | Don't Look Back      | Boston                     |
| 23 września     | Grease               | Ścieżka dźwiękowa          |
| 30 września     | Grease               | Ścieżka dźwiękowa          |
| 7 października  | Don't Look Back      | Boston                     |
| 14 października | Grease               | Ścieżka dźwiękowa          |
| 21 października | Grease               | Ścieżka dźwiękowa          |
| 28 października | Grease               | Ścieżka dźwiękowa          |
| 4 listopada     | Living in the USA    | Linda Ronstadt             |
| 11 listopada    | Live and More        | Donna Summer               |
| 18 listopada    | 52nd Street          | Billy Joel                 |
| 25 listopada    | 52nd Street          | Billy Joel                 |
| 2 grudnia       | 52nd Street          | Billy Joel                 |
| 9 grudnia       | 52nd Street          | Billy Joel                 |
| 16 grudnia      | 52nd Street          | Billy Joel                 |
| 23 grudnia      | 52nd Street          | Billy Joel                 |
| 30 grudnia      | 52nd Street          | Billy Joel                 |